# Dennis Brown
Dennis Emmanuel Brown (ur. 1 lutego 1957 w Kingston, zm. 1 lipca 1999 tamże) – jamajski muzyk reggae. Podczas jego kariery (która rozpoczęła się pod koniec lat sześćdziesiątych) nagrał ponad 75 płyt i został jednym z prekursorów lovers rocka, podgatunku reggae. Bob Marley nazywał go swoim ulubionym piosenkarzem, tytułując go "Księciem reggae", a jego twórczość wywarła wpływ na wielu przyszłych muzyków reggae.

## Życiorys

### Młodość
Dennis Brown urodził się 1 lutego 1957 roku w Jubilee Hospital w Kingston. Dorastał w dużej kamienicy między North Street i King Street razem ze swoim ojcem Arthurem (scenarzystą, aktorem i dziennikarzem), matką (zmarła w latach sześćdziesiątych XX wieku) oraz trójką starszych braci. Uczęszczał do Central Branch Primary School, a potem do St. Stephens College. Swoją muzyczną karierę zaczął w wieku 9 lat, kiedy to na koncercie z okazji szkolnego święta pierwszy raz wystąpił publicznie, chociaż już zdecydowanie wcześniej interesował się muzyką, fascynując się takimi wykonawcami jak Brook Benton, Sam Cooke, Frank Sinatra czy Dean Martin. Po kilku latach dołączył się do zespołu Fabulous Falcons, a w 1969 roku nagrał swój pierwszy singel – "No Man is an Island", w Studio One, jednak musiał czekać rok, żeby stał się hitem na Jamajce.

### Kariera
W 1972 za zachętą Joego Gibbsa nagrał kolejny album, a piosenka "Money in my Pocket" stała się hitem w Wielkiej Brytanii i początkiem jego międzynarodowej kariery. Tego samego roku Brown występował w czasie świąt Bożego Narodzenia w Toronto w Kanadzie, razem z Delroyem Wilsonem, Scottym, Errolem Dunkley i Fabulous Flames, gdzie został zapowiedziany jako "Cudowny chłopak z Jamajki". W 1973 Brown został hospitalizowany z powodu zmęczenia spowodowanego przez przepracowanie i polecono mu przerwanie kariery muzycznej i skupienie się na studiach.
Brown powrócił do muzyki i zaczął koncertować w Wielkiej Brytanii w lecie 1974 razem z Cynthią Richards, Alem Brownem, Sharon Forrester i The Maytals. Od tamtego czasu jego kariera nabrała rozmachu i współpracował z wykonawcami reggae (np. Lee Perrym, Gregorym Isaacsem) czy dancehall (np. Prince’em Jammym, Beeniem Manem).

### Śmierć
Długoletnie używanie kokainy przez piosenkarza oraz problemy z układem oddechowym spowodowały u niego w maju 1999 roku (po przyjeździe z trasy koncertowej w Brazylii) zapalenie płuc. 30 czerwca 1999 został przewieziony do Kingston's University Hospital, gdzie zdiagnozowano u niego nagłe zatrzymanie krążenia. Zmarł następnego dnia z powodu odmy opłucnowej.

## Dyskografia

### Albumy studyjne
- 1970 – No Man is an Island (Studio One)
- 1971 – If I Follow My Heart (Studio One)
- 1972 – Super Reggae & Soul Hits (Crystal/Trojan)
- 1974 – The Best of Dennis Brown (albo Best of Part 1, 1979, Joe Gibbs)
- 1975 – Deep Down (Observer), ponowne wydanie w 1979 jako So Long Rastafari (Harry J)
- 1975 – Just Dennis (Observer/Trojan)
- 1977 – Superstar (Micron)
- 1977 – Wolf & Leopards (DEB/Weed Beat)
- 1977 – Dennis Brown Meets Harry Hippy (Pioneer) (z Harrym Hippym)
- 1978 – Westbound Train (Third World, albo Africa, Celluloid)
- 1978 – Visions of Dennis Brown (Joe Gibbs)
- 1979 – Joseph's Coat Of Many Colors (DEB)
- 1979 – Words of Wisdom (Joe Gibbs/Atlantic)
- 1980 – Spellbound (Joe Gibbs/Laser)
- 1981 – Money In My Pocket (Trojan)
- 1981 – Foul Play (Joe Gibbs/A&M)
- 1982 – Best Of Part 2 (Joe Gibbs)
- 1982 – Love Has Found Its Way (Joe Gibbs/A&M)[11]
- 1982 – More (Yvonne's Special)
- 1982 – Stage Coach Showcase (Yvonne's Special)
- 1982 – Yesterday, Today, & Tomorrow (Joe Gibbs)
- 1983 – Satisfaction Feeling (Yvonne's Special/Tad's)
- 1983 – The Prophet Rides Again (A&M)
- 1984 – Judge Not (z Gregorym Isaacsem) (Music Works/Greensleeves)
- 1984 – Two Bad Superstars (z Gregorym Isaacsem) (Burning Sounds)
- 1984 – Love's Got A Hold On Me (Joe Gibbs)
- 1984 – Revolution (Taxi/Yvonne's Special)
- 1984 – Reggae Super Stars Meet (z Horace’em Andym) (Striker Lee)
- 1985 – Slow Down (Music Works/Greensleeves)
- 1985 – Wake Up (Natty Congo)
- 1985 – Wild Fire (z Johnem Holtem) (Natty Congo)
- 1986 – Brown Sugar (Taxi)
- 1986 – Baalgad (z Enosem McLeodem) (Goodies)
- 1986 – History (Live & Love)
- 1986 – Hold Tight (Live & learn)
- 1986 – The Exit (Jammy's)
- 1987 – So Amazing (z Janet Kay) (Trojan)
- 1988 – Inseparable (WKS)
- 1989 – No Contest (z Gregorym Isaacsem) (Music Works/Greensleeves)
- 1989 – Death Before Dishonour (Tappa)
- 1989 – Good Vibrations (Yvonne's Special)

- 1990 – Over Proof (Greensleeves)
- 1990 – Unchallenged (Music Works/Greensleeves)
- 1990 – Reggae Giants (z Freddiem McGregorem) (Rocky One)
- 1990 – Sarge (Yvonne's Special)
- 1991 – Victory is Mine (Legga/RAS)
- 1992 – Another Day in Paradise (Trojan)
- 1992 – Beautiful Morning (World Record)
- 1992 – Blazing (Two Friends/Shanachie/Greensleeves)
- 1992 – Friends For Life (Black Scorpio/Shanachie)
- 1992 – Limited Edition (Artistic/VP/Greensleeves)
- 1992 – If I Didn't Love You
- 1992 – Cosmic (Observer)
- 1993 – Cosmic Force (Heartbeat)
- 1993 – The General (VP)
- 1993 – Legit (z Freddiem McGregorem i Cocoa Tea) (Greensleeves/Shanachie)
- 1993 – Rare Grooves Reggae Rhythm & Blues (Body Music/Yvonne's Special)
- 199? – Rare Grooves Reggae Rhythm & Blues vol. 2 (Yvonne's Special)
- 1993 – Songs of Emanuel (Yvonne's Special/Sonic Sounds)
- 1993 – Unforgettable (Jammy's)
- 1993 – Hotter Flames (z Frankiem Paulem) (VP)
- 1993 – Give Praises (Tappa)
- 1993 – It's The Right Time
- 1994 – 3 Against War (z Tristonem Palmerem i Beeniem Manem) (VP)
- 1994 – Blood Brothers (z Gregorym Isaacsem) (RAS)
- 1994 – Light My Fire (Heartbeat)
- 1994 – Nothing Like This (Greensleeves/RAS)
- 1994 – Party Time (z Johnem Holtem) (Sonic Sounds)
- 1994 – Vision of the Reggae King (Gold Mine/VP)
- 1995 – I Don't Know (Grapevine/Dynamite)
- 1995 – Temperature Rising (Trojan)
- 1995 – Dennis Brown and Friends (z Sugarem Minottem i Justinem Hindsem) (Jamaican Authentic Classics)
- 1995 – The Facts of Life (Diamond Rush)
- 1995 – You Got the Best of Me (Saxon)
- 1996 – Could It Be (VP)
- 1996 – Lovers Paradise (House of Reggae)
- 1996 – Milk & Honey (RAS)
- 1997 – Meet at the Penthouse (z Leroyem Smartem) (Rhino)
- 1998 – One of a Kind (Imaj)
- 1999 – Believe in Yourself (Don One/TP)
- 1999 – Bless Me Jah (RAS/Charm)
- 1999 – Generosity (Gator)

### Kompilacje (w tym pośmiertne)
- 1983 – The Best of Dennis Brown (Blue Moon)
- 1987 – Greatest Hits (Rohit)
- 1987 – My Time (Rohit)
- 1990 – Go Now (Rohit)
- 1991 – Classic Gold (Rocky One)
- 1992 – Kollection (Gong Sounds)
- 1992 – Some Like It Hot (Heartbeat)
- 1992 – Classic Hits (Sonic Sounds)
- 1993 – Best Of – Musical Heatwave 1972-75 (Trojan)
- 1993 – 20 Magnificent Hits (Thunderbolt)
- 1993 – It's the Right Time (Rhino)
- 1994 – The Prime of Dennis Brown (Music Club)
- 1994 – Early Days (Sonic Sounds)
- 1995 – Africa – the Best of Dennis Brown vol. 1 (Esoldun)
- 1995 – Travelling Man – the Best of Dennis Brown vol. 2 (Esoldun)
- 1995 – Open The Gate – Greatest Hits Volume II (Heartbeat)
- 1995 – Joy in the Morning (Lagoon)
- 1996 – Hit After Hit (Rocky One)
- 1996 – The Very Best of Dennis Brown (Rhino)
- 1996 – Love & Hate: The Best of Dennis Brown (VP)
- 1996 – The Crown Prince (World Records)
- 1997 – Money in My Pocket (Delta Music)
- 1997 – Maximum Replay (Gone Clear)
- 1997 – Ras Portraits (RAS)
- 1997 – Reggae Max (Jet Star)
- 1998 – The Prime of Dennis Brown (Music Club)
- 1998 – Watch This Sound (Jamaican Gold)
- 1998 – Lovers Paradise (Time Music)
- 1998 – Tracks of Life (Snapper)
- 1999 – The Godlike Genius of Dennis Brown (Dressed to Kill)
- 1999 – Reggae Legends vol. 2 (Artists Only)
- 1999 – In the Mood (Charly)
- 1999 – Greatest Hits (Charly)

- 1999 – Love is So True (Prism)
- 1999 – Stone Cold World (VP)
- 1999 – Ready We Ready (Super Power)
- 1999 – Tribulation (PDG/Heartbeat)
- 1999 – The Great Mr Brown
- 2000 – May Your Food Basket Never Empty (RAS)
- 2000 – Reggae Trilogy (z Glenem Washingtonem i Gregorym Isaacsem) (J&D)
- 2000 – We are all One (J&D)
- 2000 – The Crown Prince (Metro)
- 2000 – Let Me be the One (VP)
- 2001 – Cassandra (Starburst)
- 2001 – Love's Got a Hold on You (Artists Only)
- 2001 – Money in My Pocket: Anthology (Trojan)
- 2001 – Any Day Now (Heartbeat)
- 2001 – Essential (Next Music)
- 2001 – Archives (Trojan)
- 2001 – The Prime of Dennis Brown (Music Club)
- 2002 – Dennis Brown In Dub (z Nineyem the Observerem) (Rounder/Heartbeat)
- 2002 – You Satisfy My Soul (Fat Man)
- 2002 – Memorial: Featuring John Holt (Jetstar)
- 2002 – The Promised Land 1977-79 (Blood & Fire)
- 2002 – Winning Combinations (z Bunnym Wailerem) (Universal)
- 2002 – Memorial (Jetstar)
- 2002 – Forever Dennis (Jetstar/Reggae Road)
- 2003 – The Complete A&M Years (A&M)
- 2003 – Dennis Brown Sings Gregory Isaacs (RAS)
- 2003 – Crown Prince (Trojan)
- 2004 – Dennis Brown Conqueror: An Essential Collection (Burning Bush)
- 2005 – Money in My Pocket: The Definitive Collection (Trojan)
- 2005 – Sings Revival Classics (Cousins)
- 2005 – At the Foot of the Mountain (Charm)
- 2006 – Sledgehammer Special (z Kingiem Tubbym)
- 2006 – Taxi 3 Trio (z Gregorym Isaacsem i Sugarem Minottem) (Taxi)

### Albumy koncertowe
- 1979 – Live at Montreux (Laser/Joe Gibbs)
- 1987 – In Concert (Ayeola)
- 1992 – Live in Montego Bay (Sonic Sounds)
- 2000 – Academy (Orange Street)
- 2001 – Best of Reggae Live (Innerbeat)
- 2001 – Best of Reggae Live vol. 2 (Innerbeat)
- 2003 – Live in New York (Ital International)

### DVD & Video
- The Living Legend (VHS; Keeling Videos)
- Rock Steady Roll Call (VHS; Ruff Neck)
- Stars in the East (z Johnem Holtem) (VHS/DVD; Ruff Neck)
- Inseparable volumes 1-4 (4 VHS volumes (199?)/2 DVD volumes (2004); Ruff Neck)
- Live at Montreux (1996; DVD; Synergie)
- Hits After Hits (2001; DVD; Keeling Videos)
- Live at Reggae Ganfest (2003; DVD; Contreband)

### Inne
- 1977 – Various Artists – Black Echoes
- 1978 – The DEB Music Players – Umoja
- 1978 – The DEB Music Players – 20th Century DEB-Wise
- 1979 – The DEB Music Players – DJ Tracking
- 1979 – Junior Delgado – Effort
- 1979 – Junior Delgado – Taste of the Young Heart
- 1981 – Junior Delgado – More She Love It
- 1982 – Junior Delgado – Bush Master Revolution
- 1985 – Various Artists – 4 Star Showcase
- 199? – Various Artists – Return to Umoja

### Single, które osiągnęły największy sukces
- "Money In My Pocket" (1977) – UK No. 14
- "Love Has Found Its Way" (1982) – UK No. 47
- "Halfway Up Halfway Down" (1982) – UK No. 56
- "Senorita" (1988) – UK No. 95